# 964 (szám)
A 964 (római számmal: CMLXIV) egy természetes szám.

## A szám a matematikában
A tízes számrendszerbeli 964-es a kettes számrendszerben 1111000100, a nyolcas számrendszerben 1704, a tizenhatos számrendszerben 3C4 alakban írható fel.
A 964 páros szám, összetett szám, kanonikus alakban a 22 · 2411 szorzattal, normálalakban a 9,64 · 102 szorzattal írható fel. Hat osztója van a természetes számok halmazán, ezek növekvő sorrendben: 1, 2, 4, 241, 482 és 964.
Érinthetetlen szám: nem áll elő pozitív egész számok valódiosztóösszeg-függvényeként.
A 964 négyzete 929 296, köbe 895 841 344, négyzetgyöke 31,04835, köbgyöke 9,87853, reciproka 0,0010373. A 964 egység sugarú kör kerülete 6056,99064 egység, területe 2 919 469,487 területegység; a 964 egység sugarú gömb térfogata 3 752 491 446,8 térfogategység.